# Toros III
Toros III – duchowny Apostolskiego Kościoła Ormiańskiego, w latach 1784–1796 jeden z patriarchów tego Kościoła, Patriarcha-Katolikos Wielkiego Domu Cylicyjskiego.